# 多夫格 (戈羅德尼亞區)
51°39′28″N 31°26′39″E / 51.65778°N 31.44417°E
多夫格（烏克蘭語：Довге），是烏克蘭北部的村莊，隸屬切爾尼希夫州的切爾尼希夫區。該村面積0.55平方公里，海拔高度118米，2006年人口57，人口密度每平方公里103.6人。